# Карлсон, Честер
Че́стер Ка́рлсон (англ. Chester Carlson; 8 февраля 1906; Сиэтл — 19 сентября 1968; Нью-Йорк) — американский физик по образованию, адвокат по профессии и изобретатель по призванию. Именно Карлсону принадлежит право на изобретение принципа электрографии или ксерографии, одного из основных изобретений XX века.

## Биография
В молодости работал помощником юриста-патентоведа, занимался делами по защите авторских прав. Необходимость копирования огромного количества документов, в том числе сложных чертежей, привела Карлсона к мысли о необходимости создания «сухой» (греч. xeros) фотографии (то есть без сложного процесса проявки). Свои основные эксперименты вместе с помощником Отто Корнеи, безработным беженцем из Австрии, изобретатель проводил в помещении, предоставленном ему тёщей.
Первый оттиск Карлсон и Корнеи получили в своей домашней лаборатории в Нью-Йорке 22 октября 1938 года. Патент на эту технологию был получен 6 октября 1942 года. Долгое время Карлсон безуспешно пытался внедрить своё изобретение, доказывая, что оно абсолютно необходимо для бизнеса, но ему по очереди отказали в 20 компаниях, ссылаясь на то, что его изобретение слишком громоздко и сильно пачкает листы, к тому же человек может значительно лучше справиться с задачей копирования. Удача улыбнулась изобретателю в 1944 году в Battelle Institute, расположенном в штате Огайо. Там ему предложили усовершенствовать технологию и даже нашли точное слово для названия данного процесса — «электрофотография». После чего лицензию на дальнейшую разработку и производство копировальных аппаратов приобрела фирма Haloid Company. Именно тогда было решено, что слово «электрофотография» слишком научное и может отпугнуть потенциального покупателя. Помощь в поиске более удачного названия оказал местный профессор-филолог. Он придумал термин «ксерография» от др.-греч. слов др.-греч. ξερός «сухой» и γράφω «пишу», а потом уже сам изобретатель Карлсон додумался сократить слово до простого «ксерокс». В итоге в 1948 году первые ксероксы появились на рынке под названием Model A. После выпуска в 1959 году первой полностью автоматической модели Xerox 914 компания Haloid сменила название на Xerox Corporation.

## Награды
- Медаль Эдварда Лонгстрета (1953)
- Медаль Джона Скотта (1964)
- Медаль Холли (1968)

## Документалистика
- Документальный фильм. ООО «Под знаком „Пи“» по заказу ГТРК «Культура». 2017 г (03.10.2018). Кто придумал ксерокс?.  39 мин. ГТРК «Культура». {{cite episode}}: Проверьте значение даты: |airdate= (справка); |series= пропущен или пуст (справка)